# A pesar de todo
"A Pesar de Todo" é uma canção interpretada pela atriz e cantora mexicana Lucero. Foi lançado como single promocional do álbum de estúdio Más Enamorada con Banda (2018) no dia 17 de Agosto de 2018.

## Informações
"A Pesar de Todo" é uma canção do gênero banda sinaloense escrita por Horacio Palencia e Carlos Rivera com duração de três minutos e quatorze segundos, e de acordo com a própria Lucero, a canção fala sobre "um amor que nada é capaz de parar" e a considera para ser dedicado "ao amor da sua vida".

## Interpretações ao vivo
Lucero interpretou "A Pesar de Todo" pela primeira vez durante sua coletiva de imprensa para apresentação do álbum Más Enamorada con Banda, no Centro Cultural Roberto Cantoral na Cidade do México, em 8 de Fevereiro de 2018.

## Videoclipe
Existem dois videoclipes de "A Pesar de Todo": o primeiro foi gravado durante sua coletiva de imprensa no Centro Cultural Roberto Cantoral em 8 de Fevereiro de 2018 para o DVD de Más Enamorada con Banda, e o segundo foi lançado em 22 de Agosto de 2018 através do canal VEVO oficial de Lucero. Este último é uma versão com "história", em que atores atuam enquanto a canção é executada, e foi dirigido por Temo Márquez.

## VersãoEnamorada en Vivo
A versão ao vivo interpretada por Lucero durante sua apresentação no Auditorio Nacional em 6 de Julho de 2018, foi lançada como segundo single de seu quarto álbum ao vivo Enamorada en Vivo (2018).

## Formato e duração
- Download digital / streaming

1. "A Pesar de Todo" – 3:14
2. "A Pesar de Todo (En Vivo)"  – 3:07

## Histórico de lançamentos
| País   | Data                  | Formato                    | Versão            | Gravadora                               |
| ------ | --------------------- | -------------------------- | ----------------- | --------------------------------------- |
| Vários | 17 de Agosto de 2018  | Download digital streaming | Original          | Universal Music Latino Fonovisa Records |
| Vários | 20 de Outubro de 2018 | Download digital streaming | Enamorada en Vivo | Universal Music Latino Fonovisa Records |